# Теляково (Теляковское сельское поселение)
Теляково — село в Ясногорском районе Тульской области России. 
В рамках административно-территориального устройства является центром Теляковской сельской территории Ясногорского района, в рамках организации местного самоуправления является центром  Теляковского сельского поселения.

## География
Расположено в 43 км к северо-востоку от Тулы и в 16 км к северо-востоку от райцентра, города Ясногорска.

## Население
| 2002 | 2010 |
| ---- | ---- |
| 474  | ↘408 |

Население — 408 чел. (2010).